# منگنز (III) اکسید
اکسید منگنز(III) (به انگلیسی: Manganese(III) oxide) با فرمول شیمیایی Mn۲O۳ یک ترکیب شیمیایی با شناسه پاب‌کم ۱۴۸۲۷ است. که جرم مولی آن ۱۵۷٫۸۷۴۳ g/mol می‌باشد. شکل ظاهری این ترکیب، بلورهای سیاه یا قهوه‌ای است.